# Хон Джон Хо
Хон Джон Хо (кор. 홍정호?, 洪正好?; 12 августа 1989, Чеджу, Республика Корея) — южнокорейский футболист, защитник клуба «Чонбук Хёндэ Моторс» и сборной Южной Кореи. Бронзовый призёр Кубка Азии 2011 года.

## Клубная карьера
Хон Джон Хо с 2008 по 2009 год играл в молодёжной команде «Чосун Университи». В 2010 году он стал игроком «Чеджу Юнайтед» из своего родного города. За эту команду игрок выступал до лета 2013 года, провёл пятьдесят семь матчей и забил два гола. 1 сентября 2013 года Хон Джон Хо подписал четырёхлетний контракт с немецким клубом «Аугсбург», сумма сделки составила два миллиона евро. В 2018 годы стал чемпионом Южной Кореи по футболу в составе «Чонбук Хёндэ Моторс».

## Карьера в сборной
За сборную Южной Кореи Хон Джон Хо провёл 35 матчей, забил два гола: 15 ноября 2013 года в игре против сборной Швейцарии и 23 марта 2017 года в матче отборочного этапа Кубка мира против Сирии (гол стал победным и единственным в игре). Хон был в составе команды, завоевавшей бронзовые медали Кубка Азии 2011.